# Тейлор, Роджер
Ро́джер Те́йлор (англ. Roger Meddows Taylor; 26 июля 1949, Кингс-Линн, Норфолк) — британский барабанщик, мультиинструменталист, автор песен, композитор, певец (лирический тенор). Более известен как участник группы Queen и солист The Cross.
Также известен своим «объёмным» уникальным звучанием и является одним из самых влиятельных рок-барабанщиков 1970—80-х годов.
Свои первые песни Тейлор начал писать будучи членом группы Smile. Для ранних альбомов Queen Тейлор сам исполнял свои песни, но после уступил их исполнение Фредди Меркьюри. Каждый из 15 альбомов Queen содержит как минимум одну песню, написанную Тейлором.
Для своих сольных альбомов Тейлор сам исполнил партии бас-гитары, ритм-гитары, клавишных и ударных.
В прошлом сотрудничал с известными поп- и рок-музыкантами, как Эрик Клэптон, Роджер Уотерс, Роджер Долтри, Роберт Плант, Фил Коллинз, Genesis, Джимми Нейл, Элтон Джон, Гэри Ньюман, Shakin' Stevens, «Foo Fighters», Эл Стюарт, Стив Вай, Ёсики Хаяси и Bon Jovi.
В 2005 году вошёл в TOP-10 величайших барабанщиков в истории классического рока по версии Planet Rock.

## Ранние годы
Роджер Тейлор родился 26 июля 1949 года в больнице West Norfolk & Lynn в Кингс-Линне, графство Норфолк. Новое родильное отделение было открыто принцессой Елизаветой (будущая королева Елизавета II), где она была представлена 16 новым матерям, включая Уинифред Тейлор, его мать. Тейлор сначала жил на 87 High Street в King’s Lynn, а затем переехал на Beulah Street в городе. Первой школой Тейлора была школа на Роузбери-Авеню.
Роджер Тейлор переехал в Труро, Корнуолл с матерью Уинифред, отцом Майклом и младшей сестрой Клэр. Когда ему было семь лет, он и несколько его друзей создали свою первую группу «The Bubblingover Boys», которая пыталась играть модный в те времена скиффл, где Тейлор играл на укулеле. Он недолго ходил в Truro Cathedral School; в возрасте 13 лет он присоединился к школе Труро, как участник хора.
В 1963 году Тейлор с друзьями основал группу Cousin Jacks, в которой сначала был гитаристом, а потом — ударником. Тейлор переключился на ударные, и отец подарил ему барабаны. Тейлор первоначально учился играть на гитаре, но стал барабанщиком, когда понял, что у него к этому более естественная склонность. Через год группа распалась, и в 1965 Тейлор оказался в составе полупрофессиональной рок-группы Johnny Quale and the Reaction, сформированной в основном из мальчиков из школы Труро.
Тейлор научился настраивать свои барабаны, вдохновленный Китом Муном из-за «великих звуков барабанов» на ранних записях The Who. Также ключевым влиянием на Тейлора был барабанщик Митч Митчелл из The Jimi Hendrix Experience, который, по словам Роджера, был его ранним примером для подражания.
По окончании школы в октябре 1967 года Тейлор прибыл в Лондон, чтобы учиться на стоматолога в медицинском колледже лондонской больницы, но вскоре ему стало скучно изучать стоматологию. Позже он стал изучать биологию, получив степень бакалавра по этому предмету в Университете Восточного Лондона.

## Карьера

### 1968—1970: Smile
Основная статья: Smile
Летом 1968 года Тейлор познакомился с Брайаном Мэем и Тимом Стаффелом, после того, как увидел заметку о вакансии барабанщика на доске объявлений Имперского колледжа Лондона. В Smile Мэй играл на соло-гитаре, Стаффелл был вокалистом и играл на басу, а позже присоединился Тейлор как барабанщик.
Они репетировали всю осень и впервые выступили в имперском колледже с Pink Floyd. Потом стали регулярно играть в лондонских пабах и учебных заведениях. К этому времени Тейлор взял академический отпуск, чтобы заняться музыкой. Мэй в 1968 году уже получил диплом физика и учился в аспирантуре.
Группа просуществовала два года, прежде чем Стаффелл ушел, чтобы присоединиться к Humpy Bong, оставив группу с набором из девяти песен.
Smile воссоединилась для нескольких песен 22 декабря 1992 года. Группа Тейлора The Cross пригласила Брайана и Тима, чтобы сыграть Earth и I Were a Carpenter.

### c 1970: Queen
Основная статья: Queen
В 1969 году Роджер Тейлор работал с Фредди Меркьюри на Кенсингтонском рынке (они делили квартиру примерно в одно и то же время). Меркьюри, тогда известный как Фредди Булсара, был поклонником Smile. Группа распалась в 1970 году и в том же году Тейлор отказался от шанса стать барабанщиком для Genesis и вместо него к группе присоединился Фил Коллинз. Булсара убедил оставшихся двух членов Smile продолжить музыкальную карьеру, и он в итоге присоединился к группе, которую переименовал в Queen. В 1971 году они нашли бас-гитариста Джона Дикона и привели его в группу, прежде чем выпустить свой одноименный дебютный альбом — Queen в 1973 году.

### С 1977: сольная карьера

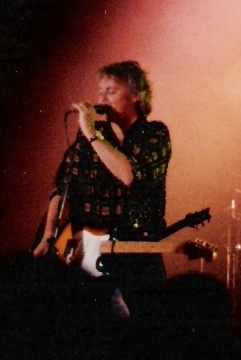
Концерт The Cross в Германии, 1990 год

Тейлор первым из Queen начал записываться как самостоятельный музыкант. В 1977 году вышел его сольный сингл I Wanna Testify, который Тейлор записал во время репетиций Queen для альбома News of the World.
В 1981 году вышел первый сольный альбом Fun in Space, который занял 21 место в ежегодном британском Top-100. Тейлор исполнил весь вокал и играл на всех инструментах, кроме примерно половины клавишных, которые были сыграны инженером Дэвидом Ричардсом. Поскольку Queen все еще активно гастролировали и записывались на момент релиза, Роджер не мог продвигать альбом в полной мере, поэтому он появлялся на некоторых европейских телешоу для продвижения сингла «Future Management», включая Top of the Pops.
В июле 1984 году Тейлор выпустил второй диск Strange Frontier. Никаких попыток продвинуть синглы не было сделано, так как Queen гастролировали, чтобы продвинуть «The Works», и Роджер Тейлор не выступал ни на каких телевизионных шоу. Strange Frontier включал выступления коллег по группе Фредди Меркьюри, Брайана Мэя и Джона Дикона. Меркьюри пел бэк-вокал на «Killing Time», Дикон делал ремиксы «I Cry For You», а Рик Парфитт в соавторстве написал и сыграл «It’s an Illusion». Дэвид Ричардс, инженер и продюсер Queen в то время, также был соавтором двух треков. Альбом включает каверы на «Racing in the Street» Брюса Спрингстина и «Masters of War» Боба Дилана.
В 1986 году Тейлор стал сопродюсером Vigilante, шестого студийного альбома рок-группы Magnum.
После того, как Queen закончили Magic Tour 1986 года, Тейлор основал новую группу The Cross, которая выпустила три альбома за шесть лет своего существования. В 1993 году группа распалась, исполнив последний концерт на фестивале Госпорт.
В 1994 году Тейлор работал с Хаяси Ёсики, барабанщиком и пианистом X Japan и выпустил песню Foreign Sand и переработку Final Destination. В свет вышел альбом Happiness?, песня Nazis из этого альбома стал первым хитом Тейлора в Англии и сопровождался двумя другими ТОП-40 британских хитами- Happiness и Foreign Sand.
В 1998 году Тейлор выпустил свой четвертый сольный альбом Electric Fire. Альбом сопровождался небольшим туром весной 1999 года, в котором Брайан Мэй присоединился к Роджеру на концерте в Вулвергемптоне. Тейлор также исполнил один из первых интернет-концертов — за что получил упоминание в Книге рекордов Гиннесса.
В 2009 году вышел сингл с песней The Unblinking Eye (Everything Is Broken), в 2011 году — сингл «обновлённой версии» Dear Mr. Murdoch.
В 2011 году основал проект Queen Extravaganza, исполняющий песни группы Queen. Одним из вокалистов стал лидер канадской рок-группы downhere Марк Мартел.
Осенью 2012 года Тейлор планировал выпустить альбом The Unblinking Eye (Everything Is Broken) (по его словам, на июль было готово 90 % материала). Первый сингл с таким же названием был выпущен 23 ноября 2009 года в цифровом формате, но из-за массового спроса он был выпущен ограниченным тиражом.
В конце 2012 года было объявлено, что поклонники смогут проголосовать за то, какие песни появятся в новом альбоме. В августе 2013 года стало известно, что новый альбом Тейлора будет называться Fun On Earth, и в него войдут 13 композиций, в том числе ранее издававшиеся One Night Stand! (как бонус к Electric Fire), Woman You’re So Beautiful (песня, записанная дуэтом с сыном Феликсом) и Say It’s Not True (выходившая в альбоме The Cosmos Rocks). Релиз был назначен на 25 октября вместе с полной антологией его творчества The Lot, в которую должны были войти все сольные работы Тейлора, а также альбомы, записанные в составе The Cross, и множество другого материала. Альбом был выпущен 11 ноября 2013 года и называется Fun on Earth.
В 2012 году сайт CelebrityNetWorth.com оценил его состояние в 105 миллионов долларов.

### The Cross
Основная статья: The Cross

The Cross был проектом Роджера Тейлора, который существовал с 1987 по 1993 год и выпустил три альбома. В то время как Тейлор был барабанщиком для Queen, он также выступал с The Cross в качестве ритм-гитариста и ведущего вокалиста. На своем дебютном выпуске The Cross включил танцевальные мотивы, которые они продолжали развивать в следующих двух альбомах. Группа никогда не пользовалась большим коммерческим успехом, за исключением Германии.

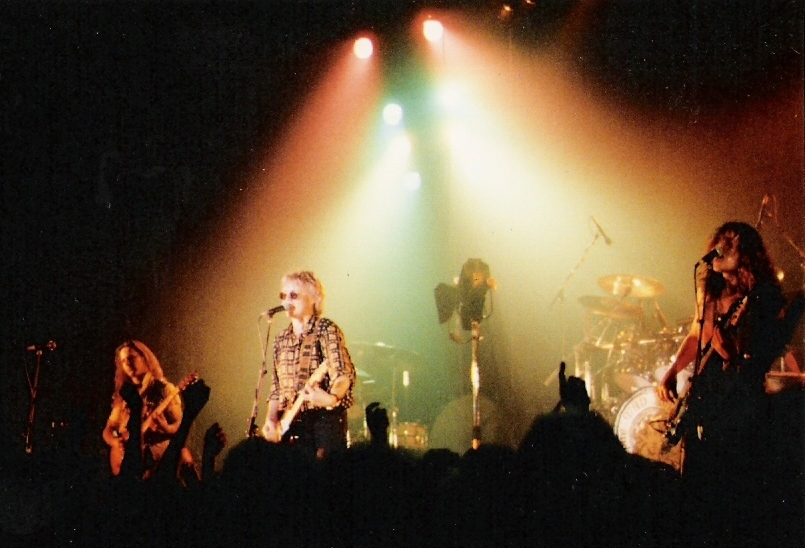
Тейлор (в центре) с группой The Cross, 1990 год

#### XXI век
Роджер Тейлор появился вместе с Мэем на различных других мероприятиях и акциях, включая вступление Queen в Зал славы рок-н-ролла в 2001 году и «Party at the Palace» в 2002 году, отмечая золотой юбилей королевы Елизаветы II. В 2004 году Тейлор, Мэй и Майк Диксон получили премию Helpmann за Лучшее музыкальное направление для мюзикла We Will Rock You. В Live Earth в 2007 году Тейлор открыл концерт с Тейлором Хокинсом из «Foo Fighters» и Чедом Смитом из «Red Hot Chili Peppers».
Тейлор и Мэй, выступающие в качестве группы Queen, также трижды появлялись на американском конкурсе пения телевизионного шоу American Idol. Первое выступление состоялось 11 апреля 2006 года, во время которого участники недели должны были спеть песню Queen. Исполняемыми песни были Bohemian Rhapsody, Fat Bottomed Girls, The Show Must Go On, Who Wants to Live Forever и Innuendo. Второй раз Queen появилась в финале 8-го сезона шоу в мае 2009 года, исполнив We Are the Champions с финалистами шоу — Адамом Ламбертом и Крисом Алленом. Третье появление было во время одиннадцатого сезона 25 и 26 апреля 2012, выполняя попурри Queen с шестью финалистами на первом шоу. На следующий день они исполнили Somebody to Love с группой Queen Extravaganza.
В ноябре 2009 года Тейлор и Мэй появились на реалити — шоу The X Factor в качестве группы Queen, наставляющей конкурсантов, исполнив Bohemian Rhapsody. Также в ноябре Тейлор подтвердил, что он планирует тур с Тейлором Хокинсом, который описал как «быстрый тур». В 2011 году на MTV Europe Music Awards 6 ноября Queen получили награду Global Icon Award, а Тейлор и Мэй закрыли церемонию награждения с Адамом Ламбертом на вокале, исполнив «The Show Must Go On», «We Will Rock You» и «We Are The Champions». В 2011 году Тейлор, вместе со Стивеном Тайлером и Роджером Далтри, присоединился к Edge Music Network. Роджер Тейлор выступил на церемонии закрытия летних Олимпийских игр 2012 года 12 августа в Лондоне.
В 2013 и 2014 годах Тейлор выступал в качестве исполнительного продюсера фильма Solitary, режиссером которого был Саша Крейн. В дополнение к этому он предоставил оригинальную музыку, включая песню When We Were Young и три инструментальные песни, которые служат фоновой музыкой в фильме и во время заключительных титров. Тейлор также появился в качестве специального гостя для валлийского рок-исполнителя Джейса Льюиса и его проекта Protafield, играя на барабанах на треке «Wrath». 15 ноября 2014 года Роджер Тейлор присоединился к благотворительной группе Band Aid 30, чтобы собрать деньги на лечение вируса эболы в Западной Африке в 2014 году.
5 и 6 сентября 2015 года Роджер Тейлор вместе с Джоном Полом Джонсом из Led Zeppelin присоединился к Foo Fighters на сцене в Милтон-Кейнсе, чтобы исполнить кавер-версию песни Queen и Дэвида Боуи Under Pressure.
1 апреля 2019 года Тейлор выпустил новый сингл под названием Gangsters Are Running this World, а 8 апреля 2019 года он выпустил более рок-версию этой песни под названием «Gangsters are Running This World-Purple Version». Обе версии стали доступны на музыкальных платформах 8 апреля 2019 года. 10 мая 2019 года Роджер и чешский голкипер «Арсенала» Петр Чех выпустили песню под названием That’s Football, которую Чех написал для своей уходящей футбольной карьеры.
В 2023 году Роджер Тейлор выступил на «Евровидении» вместе с певцом Сэмом Райдером, который стал гостем конкурса.

## Личная жизнь
С 1978 по 1988 год Тейлор состоял в фактическом браке с француженкой Доминик Бейранд, у них родилось двое детей: сын Феликс Лютер (род. 22 мая 1980) и дочь Рори Элеанор (род. 29 мая 1986). Они состояли в фиктивном браке с 1988 по 2010 год. С 1989 по 2002 год Тейлор жил с манекенщицей Дэбби Лэнг, у них родилось трое детей: Руфус Тайгер (род. 8 марта 1991), Тайгер Лили (род. 10 октября 1994) и Лола Дейзи Мэй (род. 2 апреля 2000). 3 октября 2010 года Тейлор женился на Сарине Потгитер, с которой встречался до этого шесть лет.
По религиозным взглядам - атеист.
Проживает в Паттинхеме, Англия, Великобритания.

## Дань музыканту
В 2013 году открытый вид рода Heteragrion из Бразилии был назван Heteragrion rogertaylori в честь Тейлора, его «мощного звука, замечательной лирики и скрипучего голоса» — одного из четырех равнокрылых стрекоз, названных в честь коллег по группе, отдавая дань уважения 40-летию основания группы Queen.
В 1999 году Тейлор стал вторым живым человеком, кроме членов британской королевской семьи и сэра Фрэнсиса Чичестера в 1967 году, который появился на Королевской почтовой марке, как часть выпуска Great Britons. Это вызвало споры, поскольку это было общепринятое правило, что единственными живыми людьми, которым разрешено появляться на Британских марках, могут быть члены королевской семьи.
В 2002 году Роджер Тейлор появился на рождественской открытке Twelve Drummers Drumming в наборе Twelve Days of Christmas, проданном в Вулвортсе, чтобы собрать деньги для Национального общества по предотвращению жестокости к детям — наряду с барабанщиком Duran Duran с тем же именем.
28 декабря 2019 года Роджер Тейлор вошёл в число лиц, награжденных орденом Британской Империи.

## Дискография

### Сольная карьера

#### Альбомы
- Fun in Space (1981)
- Strange Frontier (1984)
- Happiness? (1994)
- Electric Fire (1998)
- Fun On Earth (2013)
- Outsider (2021)

#### Сборники
- The Lot (2013)
- Solo Singles 1 (2013)
- Solo Singles 2 (2013)
- Roger Taylor: Best (2014)

#### Синглы
- 1977: I Wanna Testify (B-side: «Turn on the TV»)
- 1981: Future Management #49 UK
- 1981: My Country
- 1981: Let’s Get Crazy (Australia, Japan, New Zealand, USA)
- 1984: Man on Fire #66 UK, #11 South Africa
- 1984: Strange Frontier #98 UK
- 1984: Beautiful Dreams (Portugal)
- 1994: Nazis 1994 #22 UK
- 1994: Foreign Sand — with Yoshiki #26 UK
- 1994: Happiness #32 UK
- 1998: Pressure On #45 UK
- 1999: Surrender #38 UK
- 2009: The Unblinking Eye (Everything is Broken)
- 2011: Dear Mr Murdoch 2011
- 2013: Sunny Day (promo)
- 2017: Journey’s End

#### Концерты
- 1998: Live at the Cyberbarn

### Песни Queen, в которых солирует Роджер Тейлор
- Modern Times Rock’n’Roll; (Queen, 1973)
- The Loser In The End; (Queen II, 1974)
- Tenement Funster; (Sheer Heart Attack, 1974)
- I’m in Love with My Car; (A Night at the Opera, 1975)
- Drowse; (A Day at the Races, 1976)
- Fight From The Inside; (News of the World, 1977)
- Sheer Heart Attack (с Фредди Меркьюри) (News of the World, 1977)
- Fun It; (Jazz, 1978)
- More Of That Jazz; (Jazz, 1978)
- Rock It; (The Game, 1980)
- Human Body; (The Game, 1980)
- Hijack My Heart; (The Miracle, 1989)
- Ride the Wild Wind (Innuendo, 1991)
- Let Me Live (2-й куплет), (Made in Heaven, 1995)
- No-One but You (Only the Good Die Young) (2-й куплет), (Queen Rocks, 1998)

### Другие песни Queen, написанные Роджером Тейлором
- Coming soon (The Game, 1980)
- In the Space Capsule (The Love Theme) (Flash Gordon, 1980)
- In the Death Cell (Love Theme Reprise) (Flash Gordon, 1980)
- Escape from the Swamp (Flash Gordon, 1980)
- Marriage of Dale and Ming (совместно с Мэем; Flash Gordon, 1980)
- Action This Day (Hot Space, 1982)
- Calling All Girls (Hot Space, 1982)
- Under Pressure (совместно с другими участниками и Боуи; Hot Space, 1982)
- Radio Ga Ga (The Works, 1984)
- A Kind of Magic (A Kind of Magic, 1986)
- One vision (совместно с другими участниками; A Kind of Magic, 1986)
- Don't Lose Your Head (A Kind of Magic, 1986)
- Breakthru (The Miracle, 1989)
- The Invisible Man (The Miracle, 1989)
- These Are the Days of Our Lives (Innuendo, 1991)
- Innuendo (совместно с Меркьюри; Innuendo, 1991)
- Heaven for everyone (Queen — Made in Heaven, 1995; The Cross — Shove it, 1988)

### В составе The Cross

#### Альбомы
- 1988: Shove it
- 1990: Mad, Bad and Dangerous to Know
- 1991: Blue Rock

#### Сборники
- The Lot (2013)
- Best (2014)

#### Синглы
- 1987: Cowboys and Indians (#74 UK)
- 1988: Shove It (#83 UK)
- 1988: Heaven for Everyone (#84 UK)
- 1988: Manipulator
- 1990: Power to Love (#83 UK)
- 1990: Liar
- 1990: Final Destination
- 1991: New Dark Ages
- 1991: Life Changes (только в Германии)

## Ударная установка
До 2008 года Тейлор использовал исключительно ударные установки Ludwig и Sleishman или их комбинацию (в 2005 году в ходе Return of the Champions Tour). Для тура Queen + Paul Rodgers 2008 года The Cosmos Rocks он выбрал комплект барабанов марки Drum Workshop.
DW Maple Kit:
- Том-томы — 10x8", 12х10" и 14x12"
- Напольные том-томы — 16х16" и 18x16"
- Бас-барабан — 26х18"
- Малый барабан — 14х8" (Ludwig Classic Maple)
- Рототомы — 12и14" — Remo

Тарелки (Zildjian):
Hi-hat — 15" Avedis New Beat
Crash: 17" K Dark Crash, 19" K Dark Crash, 20" K Dark Crash
Ride: 22" Avedis Ping Ride
China: 22" K China
Drum Pedal — DW 9002 (на всех концертных выступлениях с Queen Тейлор использовал педаль Ludwig Speed King)
DW Black Nickel с 24-каратным золотом:
- том-томы — 10x8", 12x10" и 14x12"
- напольные том-томы — 16x16" и 18x16"
- бас-барабан — 24x18"
- Sub-Bass Drum — 24х8"
- Snare Drum — 14x6,5"
- Рототомы — 12" и 14" — Remo

Барабанные палочки Vic Firth X5B American Classic Extreme 5B (длина: 16 1/2", диаметр: 0,595").

## Киновоплощения
Бен Харди — «Богемская рапсодия», США, Великобритания, 2018.